# Isidore Lévy
Isidore Lévy, né le 10 juillet 1871 à Rixheim (Haut-Rhin) et décédé le 30 avril 1959 dans le 14e arrondissement de Paris, est un orientaliste français et maître de conférences à l'École pratique des hautes études.

## Biographie
Isidore Lévy est né à Rixheim en 1871, fils de Samuel Lévy, commerçant, et d'Hélène Bloch. Il est l'oncle de Denise Gamzon, le bel-oncle de Robert Gamzon, et le beau frère par alliance de Marcel Mauss, lui-même neveu d'Émile Durkheim.
Élève de l’École normale de Cluny (1890), il est boursier d'agrégation à la faculté des Lettres de Lyon où il obtient l'agrégation d'histoire en 1894, est pensionnaire de la Fondation Thiers (1894-97), membre de l'Institut français d'archéologie orientale (1897-99) au Caire. À partir de 1899 il est professeur en cours libre puis maître de conférences à l'École pratique des hautes études où Louis Hambis fut son élève. Il y est directeur adjoint d'études d'histoire ancienne de l'Orient, de 1905 à 1907 et Directeur de ce même service de 1917 à 1938.
De 1919 à 1923, il est maitre de conférences à la Faculté des lettres de Lille, puis chargé de conférences à la Faculté des lettres de Paris. En 1929, il est nommé pour enseigner les religions à l'Université Libre de Bruxelles.
Il devient ensuite professeur au Collège de France de 1932 à sa retraite anticipée par la politique de Vichy qui écarte les juifs de la fonction publique.

### Vie privée
Selon son biographe et ami, Jacques-Germain Février, Isidore Lévy était, dans sa pensée et dans son cœur, d'un réduit secret, et défendant une pudeur ombrageuse.
Il est le bisaïeul de l'historien Nicolas Offenstadt
Il affectionnait les poèmes de Stéphane Mallarmé et de Henri de Régnier.

## Décoration
- Chevalier de la Légion d'honneur (décret du 31 janvier 1923).

## Publications
- Malcandre dans l'inscription d'Eschmounazar, Paris, Leroux, 1905 (BNF 30811822)
- Dieux siciliens, Paris, Leroux, 1899 (BNF 30811818)
- Isidore Lévy, « Sur quelques noms sémitiques de plantes en Grèce et en Égypte », Revue archéologique, Paris, Leroux, no 1,‎ 1900, p. 334-344 (BNF 30811825)
- Le Grand-prêtre égyptien du Musée de Cherchell, Paris, Leroux, 1913 (BNF 30811819)
- Recherches sur les sources de la légende de Pythagore, Paris, Leroux, 1926, 152 p. (BNF 32381370)
- La légende de Pythagore de Grèce en Palestine, Paris, Champion, coll. « Bibliothèque de l’École des hautes études. Sciences historiques et philologiques » (no 250), 1927 (BNF 30811821)

#### Comptes rendus
- Paul Mertens, « Mélanges Isidore Lévy », L'antiquité classique, t. 25, no 1,‎ 1956, p. 287-292 (lire en ligne)
- Crahay Roland, « Isidore Levy, Recherches esséniennes et pythagoriciennes », L'antiquité classique, t. 34, no 2,‎ 1965, p. 669-670 (lire en ligne)
- Eugène De Faye, « Isidore Lévy, Recherches sur les sources de la légende de Pythagore. », Revue des Études Grecques, t. 43, no 199,‎ janvier-mars 1930, p. 131-133 (lire en ligne)